# Список капітанів збірної України з футболу
Відповідно до офіційних правил, гравець із капітанською пов'язкою має той самий статус, що і решта гравців, він не наділений правом вимагати пояснення від судді, а його єдиною офіційною функцією є участь у розігруванні м'яча та половин поля. Де-факто капітаном зазвичай називають найдосвідченішого чи найвмілішого футболіста із лідерськими якостями, який значно впливає на команду під час матчу, мотивує та дає поради іншим гравцям, а також зчаста взаємодіє із арбітром під час суперечливих ситуацій.
У списку наведено всіх капітанів збірної України з футболу. За всю історію збірної капітанську пов'язку приміряли 31 гравець з 23 клубів, однак офіційно у неї було 30 капітанів — усі матчі та здобутки Анатолія Тимощука, який загалом провів 144 матчі за команду, з них 41 як капітан, анульовано 11 березня 2022 року через його мовчання щодо вторгнення Росії в Україну в лютому того ж року та неприпинення роботи в структурі петербурзького «Зеніту». Серед клубів найчастіше пов'язку одягали представники київського «Динамо».
На початку існування збірної велика кількість її гравців грала за «Чорноморець», ба більше, одеську команду тренував Віктор Прокопенко, якого обрали керувати збірною у її перших матчах. Саме тому першим капітаном національної команди у матчі проти Угорщини, що відбувся 29 квітня 1992 в Ужгороді, став півзахисник та тогочасний віце-капітан «Чорноморця» Юрій Шелепницький, хоча перед ним цю роль пропонували Юрію Никифорову, тодішньому капітану одеського клубу. Для Шелепницького це був єдиний матч у складі збірної: надалі він підписав контракт з «Трабзонспором» та не зміг взяти участь в турне збірної по США, що спричинило конфлікт між ним та керівництвом національної команди.
Від 1992 і аж до кінця 1994 року збірна України проводила суто товариські матчі, одразу низка гравців приміряли капітанську пов'язку, максимально на декілька матчів. Серед них був Сергій Дірявка, який виконував цю роль у віці 22 років та 9 днів, що досі робить його наймолодшим капітаном в історії збірної України (якщо враховувати і товариські, і офіційні поєдинки). Перший кваліфікаційний матч команди відбувся 12 жовтня 1994 року: на поєдинок зі Словенію капітаном було назначено Олега Лужного, який надалі став основним капітаном наприкінці 90-х та на початку 2000-х. У цьому статусі він провів 39 матчів (з 52 зіграних за команду загалом) і взяв участь у чотирьох кваліфікаційних відборах, проте на жоден із турнірів Україні не вдалося пробитися.
Протягом 2000-х основним капітаном став Андрій Шевченко, який також є її найкращим бомбардиром за всю історію. Він був капітаном і на першому чемпіонаті світу, на який Україна змогла кваліфікуватися, і на першому для неї чемпіонату Європи. У випадку його відсутності його найчастіше підміняли Анатолій Тимощук чи Олександр Шовковський.
Опісля завершення кар'єри найчастіше капітаном ставали Тимощук та Руслан Ротань, однак на чемпіонаті Європи 2016 (наступний великий турнір, у якому збірній вдалося взяти участь) у 2 з 3 матчів капітаном був В'ячеслав Шевчук — уперше капітаном він став у віці 37 років та 17 днів, що робить його найстарішим капітаном-дебютантом в історії національної команди.
Під кінець 2010-х та на початку 2020-х капітаном найчастіше ставали Андрій Пятов та Андрій Ярмоленко. Останній виводив збірну в цій якості на всі матчі чемпіонату Європи 2020, а також є рекордсменом за кількістю зіграних матчів за команду та очками за системою гол+пас. У цей же період збірна отримала наймолодшого капітана в офіційних (нетовариських) матчах у її історії: ним став Олександр Зінченко, який 24 березня 2021 року у віці 24 років 3 місяців та 10 днів був капітаном у відбірковому матчі на чемпіонат світу 2022 проти Франції.   

## Перелік капітанів
Дані  у цьому та наступному розділах наведено станом на 19 листопада 2024 року, останній матч: Албанія — Україна 1:2
У списку наведені тільки ті гравці, які з'являлися на футбольному полі у ролі капітана з перших хвилин матчу. У випадку заміни капітан має передати свою пов'язку іншому гравцю, у списку ненаведені футболісти, які отримали пов'язку під час матчу. 
У таблиці нижче наведені такі скорочення та терміни:
- У шапці таблиці
  - № — хронологічний номер капітана в історії збірної (№ 1 — перший капітан в історії збірної, № 25 — 25-й тощо)
  - Дебют — дата першого матчу в ролі капітана
  - Вік — вік у першому матчі в ролі капітана
  - М — загальна кількість матчів, зіграних за збірну
  - К — кількість матчів за збірну в ролі капітана
  - Г — кількість забитих за збірну голів (для воротарів — кількість пропущених голів)
  - Період в збірній — загальний період від першого до останнього матчу
  - Пр. — примітки
- У полі «Детальніше»
  - № — порядковий номер матчу збірної України (№ 1 — перший матч в історії збірної України, № 255 — 255-й матч в історії збірної України)
  - ТМ — товариський матч
  - ЧЄ — чемпіонат Європи
  - ЧС — чемпіонат світу
  - ЛН — Ліга націй УЄФА

| Детальніше                       |
| -------------------------------- |
| ТМ — №1 — Україна — Угорщина 1:3 |

| Детальніше                  |
| --------------------------- |
| ТМ — №2 — США — Україна 0:0 |

| Детальніше                       |
| -------------------------------- |
| ТМ — №3 — Угорщина — Україна 2:1 |

| Детальніше                       |
| -------------------------------- |
| ТМ — №4 — Білорусь — Україна 1:1 |

| Детальніше |
| --- |
| ТМ №5 — 27 квітня 1993 — Україна — Ізраїль1:1, №16 — 11 вересня 1994 — Південна Корея — Україна 1:0, №17 — 13 вересня 1994 — Південна Корея — Україна 2:0 |

| Детальніше |
| --- |
| «Дніпро»: ТМ №6 — 18 травня 1993 — Литва — Україна 1:2, №7 — 25 червня 1993 — Хорватія — 3:1, №14 — 26 серпня 1994 — ОАЕ — Україна 1:1 «Динамо»: ТМ №33 — 23 березня 1997 — Молдова — Україна 2:2 |

| Детальніше |
| --- |
| ТМ №8 — 16 жовтня 1993 — США — Україна 1:2, №9 — 20 жовтня 1993 — Мексика — Україна 2:1, №10 — 23 жовтня 1993 — США — Україна 0:1 |

| Детальніше |
| --- |
| «Динамо»: ТМ №11 — 15 березня 1994 — Ізраїль— Україна 1:0, №12 — 25 травня 1994 — Україна — Білорусь 3:1, №13 — 3 червня 1994 — Болгарія — Україна 1:1 Відбір на ЧЄ 1996 №18 — 12 жовтня 1994 — Україна — Словенія 0:0, №20 — 25 березня 1995 — Хорватія— Україна 4:0, №21 — 29 березня 1995 — Україна — Італія 0:2, №22 — 26 квітня 1995 — Естонія — Україна 0:1, №24 — 6 вересня 1995 — Литва — Україна 1:3, №25 — 11 жовтня 1995 — Словенія — Україна 3:2, №26 — 11 листопада 1995 — Італія — Україна 3:1 ТМ №27 — 9 квітня 1996 — Молдова— Україна 2:2, №28 — 1 травня 1996 — Туреччина — Україна 3:2 Відбір на ЧЄ 2000 №46 — 10 жовтня 1998 — Андорра — Україна 0:2 №47 — 14 жовтня 1998 — Україна — Вірменія 2:0 №49 — 27 березня 1999 — Франція — Україна 0:0 №50 — 31 березня 1999 — Україна — Ісландія 1:1 №51 — 5 червня 1999 — Україна — Андорра 4:0 №52 — 9 червня 1999 — Вірменія — Україна 0:0 «Арсенал» Відбір на ЧЄ 2000 (продовження) №54 — 4 вересня 1999 — Україна — Франція 0:0 №55 — 8 вересня 1999 — Ісландія— Україна 0:1 №56 — 9 жовтня 1999 — Росія — Україна 1:1 №58 — 17 листопада 1999 — Україна — Словенія 1:1 ТМ №60 — 31 травня 2000 — Англія — Україна 2:0 Відбір на ЧС 2002 №61 — 2 вересня 2000 — Україна — Польща 1:3 №62 — 7 жовтня 2000 — Вірменія — Україна 2:3 №63 — 11 жовтня 2000 — Норвегія — Україна 0:1 №67 — 24 березня 2001 — Україна — Білорусь 0:0 №68 — 28 березня 2001 — Уельс — Україна 1:1 №72 — 1 вересня 2001 — Білорусь — Україна 0:2 №73 — 5 вересня 2001 — Україна — Вірменія 3:0 №74 — 6 жовтня 2001 — Польща — Україна 1:1 №75 — 10 листопада 2001 — Україна — Німеччина 1:1 №76 — 14 листопада — Німеччина — Україна 4:1 Відбір на ЧЄ 2004 №83 — 7 вересня 2002 — Вірменія — Україна 2:2 №84 — 12 жовтня 2002 — Україна — Греція 2:0 №85 — 16 жовтня 2002 — Північна Ірландія — Україна 0:0 №91 — 7 червня 2003 — Вірменія — Україна 4:3 «Вулвергемптон Вондерерз» Відбір на ЧЄ 2004 (продовження) №94 — 6 вересня 2003 — Україна — Північна Ірландія 0:0 №95 — 10 вересня 2003 — Іспанія — Україна 2:1 |

| Детальніше                                    |
| --------------------------------------------- |
| Відбір на ЧЄ 1996 — №15 — Україна — Литва 0:2 |

| Детальніше                                      |
| ----------------------------------------------- |
| Відбір на ЧЄ 1996 — №19 — Україна — Естонія 3:0 |

| Детальніше |
| --- |
| Відбір на ЧЄ 1996 №23 — 11 червня 1995 — Україна — Хорватія1:0 Відбір на ЧС 1998 №31 — 5 жовтня 1996 — Україна — Португалія 2:1 №38 — 7 червня 1997 — Україна — Німеччина 0:0 №41 — 29 жовтня 1997 — Хорватія— Україна 2:0 |

| Детальніше |
| --- |
| Динамо ТМ №29 — 13 серпня 1996 — Україна — Литва 5:2 Відбір на ЧС 1998 №30 — 31 серпня 1996 — Північна Ірландія — Україна 0:1 №32 — 9 листопада 1996 — Португалія — Україна 1:0 №34 — 29 березня 1997 — Албанія — Україна 0:1 №35 — 2 квітня 1997 — Україна — Північна Ірландія 2:1 №36 — 30 квітня 1997 — Німеччина — Україна 2:0 №37 — 7 травня 1997 — Україна — Вірменія 1:1 №39 — Україна — Албанія 1:0 №40 — 11 жовтня 1997 — Вірменія — Україна 0:2 №42 — 15 листопада 1997 — Україна — Хорватія 1:1 ТМ №43 — 15 липня 1998 — Україна — Польща 1:2 №44 — 19 серпня 1998 — Україна — Грузія 4:0 Трабзонспор ТМ №48 — 20 березня 1999 — Грузія— Україна 0:1 |

| Детальніше |
| --- |
| Відбір на ЧЄ 2000 №45 — 5 вересня 1998 — Україна — Росія 3:2 ТМ №53 — 18 серпня 1999 — Україна — Болгарія 1:1 Відбір на ЧЄ 2000 (продовження) №57 — 13 листопада 1999 — Словаччина — Україна 2:1 ТМ №59 — 26 квітня 2000 — Болгарія — Україна 0:1 №64 — 14 лютого 2001 — Грузія— Україна 0:0 №65 — 26 лютого 2001 — Румунія — Україна 1:0 (у межах товариського Cyprus Internation Tournament) Відбір на ЧС 2002 №69 — 2 червня 2001 — Україна — Норвегія 0:0 № 70 — 6 червня 2001 — Україна — Уельс 1:1 ТМ № 71 — 15 серпня 2001 — Латвія — Україна 0:1 №77 — 21 березня 2002 — Японія — Україна 1:0 №78 — 27 березня 2002 — Румунія— Україна 4:1 №81 — 19 травня 2002 — Білорусь — Україна 2:0 (у межах товариського турніру LG) №97 — 18 лютого 2004 — Лівія — Україна 1:1 |

| Детальніше |
| --- |
| ТМ №66 — 28 лютого 2001 — Кіпр — Україна 4:3 (у межах товариського Cyprus International Tournament) №80 — 17 травня 2002 — Україна — Югославія 2:0 (у межах товариського турніру LG) |

| Детальніше |
| --- |
| «Мілан» ТМ №79 — 17 квітня 2002 — Україна — Грузія 2:1 №86 — 20 листопада — Словаччина — Україна 1:1 №87 — 12 лютого 2003 — Туреччина — Україна 0:0 Відбір на ЧЄ 2004 №88 — 29 березня 2003 — Україна — Іспанія 2:2 ТМ №90 — 30 квітня 2003 — Данія — Україна 1:0 Відбір на ЧЄ 2004 (продовження) №92 — 11 червня 2003 — Греція — Україна 1:0 ТМ №93 — 20 серпня 2003 — Україна — Румунія 0:2 №96 — 11 жовтня 2003 — Україна — Македонія 0:0 №98 — 31 березня 2004 — Македонія — Україна 1:0 №101 — 18 серпня 2004 — Англія — Україна 3:0 Відбір на ЧС 2006 №102 — 4 вересня 2004 — Данія — Україна 1:1 №104 — 9 жовтня 2004 — Україна — Греція 1:1 №105 — 13 жовтня 2004 — Україна — Грузія2:0 №106 — 17 листопада 2004 — Туреччина — Україна 0:3 №107 — 9 лютого 2005 — Албанія — Україна 0:2 №109 — 4 червня 2005 — Україна — Казахстан 2:0 №110 — 8 червня 2005 — Греція — Україна 0:1 ТМ №112 — 17 серпня 2005 — Україна — Сербія та Чорногорія 2:1(турнір пам'яті Валерія Лобановського) Відбір на ЧС 2006 (продовження) №113 — 3 вересня 2005 — Грузія— Україна 1:1 №115 — 8 жовтня 2005 — Україна — Албанія 2:2 ЧС 2006 №122 — 14 червня 2006 — Іспанія — Україна 4:0 №123 — 19 червня 2006 — Саудівська Аравія — Україна 0:4 №124 — 23 червня 2006 — Туніс — Україна 0:1 №125 — 23 червня 2006 — Швейцарія — Україна 0:0 (пен. 0:3) №126 — 30 червня 2006 — Італія — Україна 3:0 «Челсі» Відбір на ЧЄ 2008 №128 — 6 вересня 2006 — Україна — Грузія3:2 №130 — 11 жовтня 2006 — Україна — Шотландія2:0 ТМ №131 — 7 лютого 2007 — Ізраїль— Україна 1:1 Відбір на ЧЄ 2008 (продовження) №133 — 28 березня 2007 — Україна — Литва 1:0 ТМ №135 — 22 серпня 2007 — Україна — Узбекистан2:1 Відбір на ЧЄ 2008 (продовження) №136 — 8 вересня 2007 — Грузія— Україна 1:1 №137 — 12 вересня 2007 — Україна — Італія 1:2 №138 — 13 жовтня 2007 — Шотландія— Україна 3:1 №140 — 17 листопада 2007 — Литва — Україна 2:0 №141 — 21 листопада 2007 — Україна — Франція 2:2 ТМ №143 — 26 березня 2008 — Україна — Сербія 2:0 №144 — 24 травня 2008 — Нідерланди — Україна 3:0 «Мілан» Відбір на ЧС 2010 №148 — 10 вересня 2008 — Казахстан — Україна 1:3 №149 — 11 жовтня 2008 — Україна — Хорватія0:0 №154 — 6 червня 2009 — Хорватія— Україна 2:2 «Динамо» Відбір на ЧС 2010 (продовження) №157 — 5 вересня 2009 — Україна — Андорра 5:0 №158 — 9 вересня 2009 — Білорусь — Україна 0:0 №159 — 10 жовтня 2009 — Україна — Англія 1:0 №160 — 14 жовтня 2009 — Андорра — Україна 0:6 №161 — 14 листопада 2009 — Греція — Україна 0:0 №162 — 18 листопада 2009 — Україна — Греція 0:1 ТМ №163 — 25 травня 2010 — Україна — Литва 4:0 №164 — 29 травня 2010 — Україна — Румунія3:2 №166 — 11 серпня 2010 — Україна — Нідерланди 1:1 №167 — 4 вересня 2010 — Україна — Польща 1:1 №168 — 7 вересня 2010 — Україна — Чилі №169 — 8 жовтня 2010 — Україна — Канада 2:2 №175 — 1 червня 2011 — Україна — Узбекистан2:0 №177 — 10 серпня 2011 — Україна — Швеція 0:1 №180 — 7 жовтня 2011 — Україна — Болгарія 3:0 №182 — 11 листопада 2011 — Україна — Німеччина 3:3 ЧЄ 2012 №188 — 11 червня 2012 — Україна — Швеція 2:1 №189 — 15 червня 2012 — Україна — Франція 0:2 |

| Детальніше                    |
| ----------------------------- |
| ТМ — №82 — Україна — Іран 0:1 |

| Детальніше |
| --- |
| «Динамо» ТМ №89 — 2 квітня 2003 — Україна — Латвія 1:0 Відбір на ЧС 2006 №103 — 8 вересня 2004 — Казахстан — Україна 1:2 «Крила Рад» ТМ №117 — 28 лютого 2006 — Азербайджан — Україна 0:0 |

| Детальніше |
| --- |
| «Шахтар» ТМ №99 — 28 квітня 2004 — Україна — Словаччина — 1:1 №100 — 6 червня 2004 — Франція — Україна 1:0 №116 — 12 жовтня 2005 — Україна — Японія 1:0 №127 — 15 серпня 2006 — Україна — Азербайджан 6:0 «Зеніт» Відбір на ЧЄ 2008 № 139 — 17 жовтня 2007 — Україна — Фарерські острови ТМ №142 — 6 лютого 2008 — Кіпр — Україна №146 — 20 серпня 2008 — Україна — Польща 1:0 Відбір на ЧС 2010 №147 — 6 вересня 2008 — Україна — Білорусь 1:0 ТМ №152 — 11 лютого 2009 — Сербія— Україна 0:1 (у рамках Cyprus International Tournament 2009) Відбір на ЧС 2010 (продовження) №153 — 1 квітня 2009 — Англія — Україна 2:1 №155 — 10 червня 2009 — Україна — Казахстан 2:1 «Баварія» ТМ №156 — 12 серпня 2009 — Україна — Туреччина 0:3 №165 — 2 червня 2010 — Норвегія — Україна 0:1 №170 — 11 жовтгя 2010 — Бразилія — Україна 2:0 №171 — 17 листопада 2010 — Швейцарія — Україна 2:2 №172 — 8 лютого 2011 — Румунія— Україна 2:2 (у рамках Cyprus International Tournament 2011) №174 — 29 березня 2011 — Україна — Італія 0:2 №176 — 6 червня 2011 — Україна — Франція 1:4 №178 — 2 вересня 2011 — Україна — Уругвай 2:3 №179 — 6 вересня 2011 — Чехія — Україна 4:0 №181 — 11 жовтня 2011 — Естонія — Україна 0:2 №183 — 15 листопада 2011 — Україна — Австрія 2:1 №184 — 29 листопада 2012 — Ізраїль— Україна 2:3 №185 — 28 травня 2012 — Естонія — Україна 0:4 №186 — 1 червня 2012 — Австрія — Україна 3:2 ЧЄ 2012 №190 — 19 червня 2012 — Україна — Англія 0:1 ТМ №191 — 15 серпня 2012 — Україна — Чехія 0:0 Відбір на ЧС 2014 №192 — 11 вересня 2012 — Англія — Україна 1:1 №193 — 12 жовтня 2012 — Молдова— Україна 0:0 №194 — 16 жовтня 2012 — Україна — Чорногорія 0:1 ТМ №196 — 6 лютого 2013 — Норвегія — Україна 0:2 Відбір на ЧС 2014 (продовження) №198 — 26 березня 2013 — Україна — Молдова2:1 №200 — 7 червня 2013 — Чорногорія — Україна 0:4 «Зеніт» ТМ №201 — 14 серпня 2013 — Україна — Ізраїль2:0 Відбір на ЧС 2014 №202 — 6 вересня 2013 — Україна — Сан-Марино 9:0 №205 — 15 жовтня 2013 — Сан-Марино — Україна 0:8 ТМ №208 — 5 березня 2014 — Україна — США 2:0 №210 — 3 вересня 2014 — Україна — Молдова1:0 Відбір на ЧЄ 2016 №214 — 15 листопада 2014 — Люксембург — Україна 0:3 №216 — 27 березня 2015 — Іспанія — Україна 1:0 ТМ №217 — 31 березня 2015 — Україна — Латвія 1:1 |

| Детальніше |
| --- |
| Відбір на ЧС 2006 №108 — 30 березня 2005 — Україна — Данія 1:0 ТМ №111 — 15 серпня 2005 — Україна — Ізраїль0:0 (турнір пам'яті Валерія Лобановського) Відбір на ЧС 2006 (продовження) №114 — 7 вересня 2005 — Україна — Туреччина 0:1 ТМ №118 — 28 травня 2006 — Україна — Коста-Рика 4:0 №119 — 2 червня 2006 — Італія — Україна 0:0 №120 — 5 червня 2006 — Лівія — Україна 0:3 №121 — 8 червня 2006 — Люксембург — Україна 0:3 Відбір на ЧЄ 2008 №129 — 7 жовтня 2006 — Італія — Україна 2:0 №132 — 24 березня 2007 — Фарерській острови — Україна 0:2 №134 — 2 червня 2007 — Франція — Україна 2:0 ТМ №151 — 10 лютого 2009 — Словаччина — Україна 2:3 (у рамках Cyprus International Tournament 2009) №173 — 9 лютого 2011 — Швеція — Україна 1:1 (у рамках Cyprus International Tournament 2011) |

| Детальніше                                                                                       |
| ------------------------------------------------------------------------------------------------ |
| ТМ №145 — 1 червня 2008 — Швеція — Україна 0:1 №150 — 19 листопада 2008 — Україна — Норвегія 1:0 |

| Детальніше |
| --- |
| «Дніпро» ТМ №187 — 5 червня 2012 — Туреччина — Україна 2:0 №195 — 14 листопада 2012 — Болгарія — Україна 0:1 Відбір на ЧС 2014 №197 — 22 березня 2013 — Польща — Україна 1:3 ТМ №199 — 2 червня 2013 — Україна — Камерун 0:0 Відбір на ЧС 2014 (продовження) №204 — 11 жовтня 2013 — Україна — Польща 1:0 №206 — 15 листопада 2013 — Україна — Франція 2:0 №207 — 19 листопада 2013 — Франція — Україна 3:0 Відбір на ЧЄ 2016 №212 — 9 жовтня 2014 — Білорусь — Україна 0:2 №213 — 12 жовтня 2014 — Україна — Македонія 1:0 ТМ №215 — 18 листопада 2014 — Україна — Литва 0:0 №218 — 9 червня 2015 — Грузія — Україна 1:2 Відбір на ЧЄ 2016 (продовження) №219 — 14 червня 2015 — Україна — Люксембург 3:0 №220 — 5 вересня 2015 — Україна — Білорусь 3:1 №221 — 8 вересня 2015 — Словаччина — Україна 0:0 №222 — 9 жовтня 2015 — Македонія — Україна 0:2 №223 — 12 жовтня 2015 — Україна — Іспанія 0:1 ТМ №226 — 24 березня 2016 — Україна — Кіпр 1:0 №227 — 28 березня 2016 — Україна — Уельс 1:0 ЧЄ 2016 №232 — 21 червня 2016 — Україна — Польща 0:1 Відбір на ЧС 2018 №238 — 24 березня 2017 — Хорватія— Україна 1:0 «Славія» Відбір на ЧС 2018 (продовження) №241 — 2 вересня 2017 — Україна — Туреччина 2:0 №243 — 6 жовтня 2017 — Косово — Україна 0:2 №244 — 9 жовтня 2017 — Україна — Хорватія0:2 ТМ №245 — 10 листопада 2017 — Україна — Словаччина 2:1 |

| Детальніше |
| --- |
| Відбір на ЧС 2014 №203 — 10 вересня 2013 — Україна — Англія 0:0 ТМ №209 — 22 травня 2014 — Україна — Нігер 2:1 Відбір на ЧЄ 2016 №211 — 8 вересня 2014 — Україна — Словаччина 0:1 Відбір на ЧС 2018 №233 — 5 вересня 2016 — Україна — Ісландія 1:1 №234 — 6 жовтня 2016 — Туреччина — Україна 2:2 №235 — 9 жовтня 2016 — Україна — Косово 3:0 №236 — 12 листопада 2016 — Україна — Фінляндія 1:0 ТМ №239 — 6 червня 2017 — Мальта — Україна 1:0 |

| Детальніше |
| --- |
| «Севілья» Відбір на ЧС 2016 №224 — 14 листопада 2015 — Україна — Словенія 2:0 №225 — 17 листопада 2015 — Словенія — Україна 1:1 «Шальке 04» ТМ №246 — 23 березня 2018 — Саудівська Аравія — Україна 1:1 ЛН 2018—2019 №254 — 16 листопада 2018 — Словаччина — Україна 4:1 ТМ №255 — 20 листопада 2018 — Туреччина — Україна 0:0 |

| Детальніше |
| --- |
| ТМ №228 — 29 травня 2016 — Румунія— Україна 3:4 №229 — 3 червня 2016 — Албанія — Україна 1:3 ЧЄ 2016 №230 — 12 червня 2016 — Німеччина — Україна 2:0 №231 — 16 червня 2016 — Україна — Північна Ірландія 0:2 |

| Детальніше                       |
| -------------------------------- |
| ТМ — №237 — Україна — Сербія 2:0 |

| Детальніше |
| --- |
| Відбір на ЧС 2018 №240 — 11 червня 2017 — Фінляндія — Україна 1:2 №242 — 5 вересня 2017 — Ісландія — Україна 2:0 ТМ №247 — 27 березня 2018 — Японія — Україна 1:2 (у рамках Кубку Кірім) №248 — 31 травня 2018 — Марокко — Україна 0:0 ЛН 2018—2019 №250 — 6 вересня 2018 — Чехія — Україна 1:2 №251 — 9 вересня 2018 — Україна — Словаччина 1:0 ТМ №252 — 10 жовтня 2018 — Італія — Україна 1:1 ЛН 2018—2019 (продовження) №253 — 16 жовтня 2018 — Україна — Чехія 1:0 Відбір на ЧЄ 2020 №256 — 22 березня 2019 — Португалія — Україна 0:0 №257 — 25 березня 2019 — Люксембург — Україна 1:2 №258 — 7 червня 2019 — Україна — Сербія 5:0 №259 — 10 червня 2019 — Україна — Люксембург 1:0 №260 — 7 вересня 2019 — Литва — Україна 0:3 №262 — 11 жовтня 2019 — Україна — Литва 2:0 №263 — 14 жовтня 2019 — Україна — Португалія 2:1 №265 — 17 листопада 2019 — Сербія— Україна 2:2 ЛН 2020—2021 №266 — 3 вересня 2020 — Україна — Швейцарія 2:1 №267 — 6 вересня 2020 — Іспанія — Україна 4:0 №272 — 14 листопада 2020 — Німеччина — Україна 3:1 ТМ №278 — 7 червня 2021 — Україна — Чехія 4:0 Відбір на ЧС 2022 №285 — 4 вересня 2021 — Україна — Франція 1:1 №287 — 9 жовтня 2021 — Фінляндія — Україна 1:2 №288 — 12 жовтня 2021 — Україна — Боснія і Герцеговина 1:1 ЛН 2022—2023 №294 — 11 червня 2022 — Україна — Вірменія 3:0 |

| Детальніше |
| --- |
| «Боруссія» ТМ №249 — 3 червня 2018 — Албанія — Україна 1:4 «Вест Гем Юнайтед» ТМ №261 — 10 вересня 2019 — Україна — Нігерія 2:2 №264 — 14 листопада 2019 — Україна — Естонія 1:0 №268 — 7 жовтня 2020 — Франція — Україна 7:1 ЛН 2020—2021 №269 — 10 жовтня 2020 — Україна — Німеччина 1:2 №270 — 13 жовтня 2020 — Україна — Іспанія 1:0 ТМ №271 — 11 листопада 2020 — Польща — Україна 2:0 №277 — 3 червня 2021 — Україна — Північна Ірландія 1:0 ЧЄ 2020 №279 — 13 червня 2021 — Нідерланди — Україна 3:2 №280 — 17 червня 2021 — Україна — Північна Македонія 2:1 №281 — 21 червня 2021 — Україна — Австрія 0:1 №282 — 29 червня 2021 — Швеція — Україна 1:2 №283 — 3 липня 2021 — Україна — Англія 0:4 Відбір на ЧС 2022 №284 — 1 вересня 2021 — Казахстан — Україна 2:2 ТМ №286 — 8 вересня 2021 — Чехія — Україна 1:1 №289 — 11 листопада 2021 — Україна — Болгарія 1:1 Відбір на ЧС 2022 (продовження) №290 — 16 листопада 2021 — Боснія і Герцеговина — Україна 0:2 №291 — 1 червня 2022 — Шотландія— Україна 1:3 №292 — 5 червня 2022 — Уельс — Україна 1:0 ЛН 2022—2023 №295 — 14 червня 2022 — Україна — Ірландія 1:1 «Аль-Айн» ЛН 2022—2023 (продовження) №296 — 21 вересня 2022 — Шотландія— Україна 3:0 №298 — 27 вересня 2022 — Україна — Шотландія 0:0 ТМ №300 — 12 червня 2023 — Німеччина — Україна 3:3 Відбір на ЧЄ 2024 №301 — 16 червня 2023 — Північна Македонія — Україна 2:3 №302 — 19 червня 2023 — Україна — Мальта 1:0 «Динамо» Відбір на ЧЄ 2024 (продовження) №304 — 12 вересня 2023 — Італія — Україна 2:1 ТМ №311 — 7 червня — Польща — Україна 3:1 ЧЄ 2024 №314 — 21 червня 2024 — Словаччина — Україна 1:2 ЛН 2024/2025 №317 — 10 вересня 2024 — Чехія — Україна 3:2 |

| Детальніше |
| --- |
| Відбір на ЧС 2022 №273 — 24 березня 2021 — Франція — Україна 1:1 №274 — 28 березня 2021 — Україна — Фінляндія 1:1 №275 — 31 березня 2021 — Україна — Казахстан 1:1 Відбір на ЧЄ 2024 №299 — 26 березня 2023 — Англія — Україна 2:0 №306 — 17 жовтня 2023 — Мальта — Україна 1:3 №308 — 21 березня 2024 — Боснія та Герцеговина — Україна 1:2 |

| Детальніше |
| --- |
| ТМ №276 — Україна — Бахрейн 1:1 Відбір на ЧЄ 2024 №303 — 9 вересня 2023 — Україна — Англія 0:0 №305 — 14 жовтня 2023 — Україна — Північна Македонія 2:0 №307 — 20 листопада 2023 — Україна — Італія 0:0 ТМ №310 — 3 червня 2024 — Німеччина — Україна 0:0 №312 — 11 червня 2024 — Молдова — Україна 0:4 ЧЄ 2024 №313 — 17 червня 2024 — Румунія — Україна 3:0 ЛН 2024/2025 №319 — 14 жовтня 2024 — Україна — Чехія 1:1 |

| Детальніше                                                                                                 |
| --- |
| ЛН 2022—2023 №293 — 8 червня 2022 — Ірландія — Україна 0:1 №297 — 24 вересня 2022 — Вірменія — Україна 0:5 |

| Детальніше |
| --- |
| Відбір на ЧЄ 2024 №309 — 26 березня 2024 — Україна — Ісландія 2:1 ЧЄ №315 — 26 червня 2024 — Україна — Бельгія 0:0 ЛН 2024/2025 №316 — 7 вересня 2024 — Україна — Албанія 1:2 №318 — 11 жовтня 2024 — Україна — Грузія 1:0 №320 — 16 листопада 2024 — Грузія — Україна 1:1 №321 — Албанія — Україна 1:2 |

## Статистика

### За матчами

#### Товариські матчі
- Юрій Шелепницький — 1 матч з 1
- Сергій Третяк — 1 матч з 1
- Євген Драгунов — 1 матч з 1
- Олексій Михайличенко — 1 матч з 1
- Сергій Дірявка — 3 матчі з 3
- Сергій Беженар — 4 матчі з 4
- Ігор Кутепов — 3 матчі з 3
- Олег Лужний — 6 матчів з 39
- Юрій Калитвинцев — 4 матчі з 13
- Олександр Головко — 9 матчів з 13
- Владислав Ващук — 2 матчі з 2
- Андрій Шевченко — 23 матчі з 58
- Сергій Ребров — 1 матч з 1
- Андрій Гусін — 2 матчі з 3
- Анатолій Тимощук — 29 матчів з 41
- Олександр Шовковський — 7 матчів з 12
- Андрій Русол — 2 матчі з 2
- Руслан Ротань — 8 матчів з 24
- Олександр Кучер — 2 матчі з 8
- Євген Коноплянка — 2 матчі з 5
- В'ячеслав Шевчук — 2 матчі з 4
- Артем Федецький — 1 матч з 1
- Андрій Пятов — 4 матчі з 24
- Андрій Ярмоленко — 10 матчів з 27
- Тарас Степаненко — 3 матчі з 7
- Микола Матвієнко — 1 матч з 2

#### Капітани збірної України в матчах офіційних турнірів
- Відбір на ЧЄ 1996 
 Ігор Петров (1 матч), Олег Лужний (7 матчів), Геннадій Литовченко (1 матч), Юрій Максимов (1 матч)
- Відбір на ЧС 1998 
 Юрій Калитвинцев (9 матчів), Юрій Максимов (3 матчі)
- Відбір на ЧЄ 2000 
 Олександр Головко (2 матчі), Олег Лужний (10 матчів)
- Відбір на ЧС 2002 
 Олег Лужний (10 матчів),Олександр Головко (2 матчі)
- Відбір на ЧЄ 2004 
 Олег Лужний (6 матчів), Андрій Шевченко (2)
- Відбір на ЧС 2006 
 Андрій Шевченко (9 матчів), Андрій Гусін (1 матч), Олександр Шовковський (2 матчі)
- ЧС 2006 
 Андрій Шевченко (5 матчів)
- Відбір на ЧЄ 2008 
 Андрій Шевченко (8 матчів), Олександр Шовковський (3 матчі), Анатолій Тимощук (1 матч)
- Відбір на ЧС 2010 
 Анатолій Тимощук (3 матчі), Андрій Шевченко (9 матчів)
- ЧЄ 2012 
 Андрій Шевченко (2 матчі), Анатолій Тимощук (1 матч)
- Відбір на ЧС 2014 
 Анатолій Тимощук (7 матчів), Руслан Ротань (4 матчі), Олександр Кучер (1 матч)
- Відбір на ЧЄ 2016 
 Олександр Кучер (1 матч), Руслан Ротань (7 матчів), Анатолій Тимощук (2 матчі), Євген Коноплянка (2 матчі)
- ЧЄ 2016 
 В'ячеслав Шевчук (2 матчі), Руслан Ротань (1 матч)
- Відбір на ЧС 2018 
 Олександр Кучер (4 матчі), Руслан Ротань (4 матчі), Андрій Пятов (2 матчі)
- ЛН 2018—2019, Ліга B
Андрій Пятов (3 матчі), Євген Коноплянка (1 матч)
- Відбір на ЧЄ 2020 
Андрій Пятов (8 матчів)
- ЛН 2020—2021, Ліга A
 Андрій Пятов (3 матчі), Андрій Ярмоленко (2 матчі)
- Відбір на ЧС-2022
 Олександр Зінченко (3 матчі), Андрій Ярмоленко (4 матчі), Андрій Пятов (3 матчі)
- ЧЄ 2020 
 Андрій Ярмоленко (5 матчів)
- ЛН 2022—2023, Ліга B
Сергій Сидорчук (2 матчі), Андрій Пятов (1 матч), Андрій Ярмоленко (3 матчі)
- Відбір на ЧЄ-2024
 Олександр Зінченко (3 матчі), Андрій Ярмоленко (3 матчі), Тарас Степаненко (3 матчі), Микола Матвієнко (1 матч)
- ЧЄ 2024
Тарас Степаненко (1 матч), Андрій Ярмоленко (1 матч), Микола Матвієнко (1 матч)
- ЛН 2024—2025, Група B1
Микола Матвієнко (4 матчі), Андрій Ярмоленко (1 матч), Тарас Степаненко (1 матч)

### За клубами
| №     | Клуб             | Кількість матчів | Гравці |
| ----- | ---------------- | ---------------- | --- |
| 1     | «Динамо»         | 91               | Сергій Беженар (1), Владислав Ващук (2), Олександр Головко (13), Андрій Гусін (2), Юрій Калитвинцев (12), Ігор Кутепов (3), Олег Лужний (18), Юрій Максимов (4), Сергій Сидорчук (2), Андрій Шевченко (18), Олександр Шовковський (12), Андрій Ярмоленко (4) |
| 2     | «Шахтар»         | 52               | Євген Драгунов (1), Олександр Кучер (8), Ігор Петров (1), Андрій Пятов (24), Тарас Степаненко (8), Анатолій Тимощук (4), В'ячеслав Шевчук (4), Микола Матвієнко (6)                                                                                          |
| 3—4   | «Дніпро»         | 28               | Сергій Беженар (3), Сергій Дірявка (3), Руслан Ротань (20), Андрій Русол (2) |
| 3—4   | «Мілан»          | 28               | Андрій Шевченко (28) |
|       | «Баварія»        | 22               | Анатолій Тимощук (22) |
| 5     | «Арсенал»        | 22               | Олег Лужний (19), Олександр Зінченко (3) |
| 6     | «Вест Гем»       | 19               | Андрій Ярмоленко (19) |
|       | «Зеніт»          | 15               | Анатолій Тимощук (15) |
| 7     | «Челсі»          | 12               | Андрій Шевченко (12) |
| 8     | «Аль-Айн»        | 5                | Андрій Ярмоленко (5) |
| 9     | «Славія»         | 4                | Руслан Ротань (4) |
| 10—11 | «Шальке 04»      | 3                | Євген Коноплянка (3) |
| 10—11 | «Манчестер Сіті» | 3                | Олександр Зінченко (3) |
| 12—14 | «Вулвергемптон»  | 2                | Олег Лужний (2) |
| 12—14 | «Севілья»        | 2                | Євген Коноплянка (2) |
| 12—14 | «Чорноморець»    | 2                | Сергій Третяк (1), Юрій Шелепницький (1) |
| 15—21 | «Адміра Ваккер»  | 1                | Геннадій Литовченко |
| 15—21 | «Боруссія» (Д)   | 1                | Андрій Ярмоленко |
| 15—21 | «Дармштадт 98»   | 1                | Артем Федецький |
| 15—21 | «Крила Рад»      | 1                | Андрій Гусін |
| 15—21 | «Рейнджерс»      | 1                | Олексій Михайличенко |
| 15—21 | «Тотенгем»       | 1                | Сергій Ребров |
| 15—21 | «Трабзонспор»    | 1                | Юрій Калитвинцев |